# وصول متتابع
في علم الحاسوب ، الوصول المتتابع (بالإنجليزية: Sequential access) و هي طريقة الدخول إلى مجموعة من العناصر محددة سلفاً بطريقة تتبع خطوات متتالية أو مرتبة ، أي بطريقة متتابعة تعتمد على أخر وصول للبيانات ، وعكسة الوصول الوصول العشوائي (بالإنجليزية: random access) و ليتضح الفرق فمثلاً لنقارن بين اللفيفة (متتابعة ؛ جميع المواد قبل البيانات اللازمة يجب أن تكون مفتوحة) والكتاب (عشوائي ؛ يمكن أن تقلب إلى أي صفحة بشكل عشوائي لأخذ البيانات ) . و ليكن لدينا مثال أحدث مثلاً شرائط الكاسيت (متتابع ؛ يجب عليك أن تسمع بالترتيب إلى جميع الأغاني حتى تصل إلى الأغنية المطلوبة ) عكس القرص المضغوط (عشوائي ؛ تحدد مسار الأغنية التي تريد الاستماع إليها) .
في بنى البيانات الوصول المتتابع لا تستطيع الدخول على البيانات إلا بشكل متتابع . و أقرب استخدام لها هي القوائم المتصلة .